# Эванс, Марк (музыкант)
Марк Уи́тмор Э́ванс (англ. Mark Whitmore Evans; род. 2 марта 1956, Мельбурн) — австралийский музыкант, бас-гитарист рок-группы Rose Tattoo, а также участник хард-рок группы AC/DC с марта 1975 по июнь 1977 года. Участвовал в записи альбомов: T.N.T., High Voltage, Dirty Deeds Done Dirt Cheap, Let There Be Rock и ’74 Jailbreak. Участник групп Finch, Cheetah, Swanee, Heaven и The Party Boys.

## Биография
Марк Уитмор Эванс, родился 2 марта 1956 года в Мельбурне, штат Виктория. Первоначально был гитаристом и в начале 1975 года познакомился участниками AC/DC в Мельбурне; в том же году был записан дебютный альбом группы — High Voltage, в то время он продолжал работать клерком в отделе заработной платы главного почтмейстера, после успешного прохождения прослушивания, стал играть на бас-гитаре, а Малькольм Янг стал ритм-гитаристом.
В апреле 1975 года, вместе с Дейвом Эвансом появились в музыкальном телесериале «Обратный отсчёт», а также принял участие в нескольких рекламных роликах, в том числе в клипах «It’s a Long Way to the Top (If You Wanna Rock ’n’ Roll)» и «Jailbreak». Участвовал в записи альбомов T.N.T., (1975), High Voltage, Dirty Deeds Done Dirt Cheap (1976) и Let There Be Rock (1977); и Jailbreak (1984).
В мае 1977 года, после записи альбом Let There Be Rock, Эванс покинул группы из AC/DC из-за «музыкальных разногласий» с Ангусом Янгом, новым бас-гитаристом группы стал Клифф Уильямс. Директор Epic Records Ричард Гриффитс, который работал агентом по бронированию AC/DC в середине 1970-х, заявил: «[Мы] знали, что сотрудничество с Марком продлится долго, он был слишком хорошим парнем». Его последний концерт с группой состоялся 22 апреля 1977 года в Швеции в поддержку группы Black Sabbath.

### После ухода из AC/DC
После ухода из AC/DC, с июня 1977 по 1979 года, играл в группе Finch. Затем сотрудничал с группами Cheetah в 1980 году и Swanee в 1982 году. Недолго (с сентября 1983 года по июль 1984) был гитаристом хэви-металл группе Heaven и принял участие в записи их альбома «Where Angels Fear to Tread», участвовал в промо-роликах к альбомам «Rock School» и «Where Angels Fear to Tread». В начале 1990-х годов, был участником The Party Boy.
В ноябре 2002 года Зал славы рок-н-ролла объявил, участники AC / DC будут включены в зал славы в 2003 году; но спустя шесть недель Эванса был исключен из списка без объяснения причин. В январе 2003 года Питер Холмс в статье для The Sun-Herald написал, что Эванс был удивлён решением организации.
В декабре 2011 года, в США, компанией Bazillion Points, была выпущена автобиография «Dirty Deeds: My Life Inside/Outside of AC/DC».
В августе 2017 года, он официально присоединился к группе Rose Tattoo и принял участие в релизе «Outlaws» 2020 года.